# Partners (álbum)
Partners é o 34.º álbum de estúdio da cantora norte-americana Barbra Streisand, lançado a 16 de setembro de 2014 através da Columbia Records. Inclui duetos com outros artistas musicais (exclusivamente artistas masculinos), como Stevie Wonder, Michael Bublé, Billy Joel, Andrea Bocelli, Lionel Richie e Elvis Presley. A coleção também contém a primeira gravação em estúdio de Streisand com Jason Gould, seu filho.
Apesar de as gravações serem totalmente inéditas, as canções foram selecionadas do repertório de Streisand. Dois duetos da carreira da cantora foram adaptados para novos artistas convidados: "What Kind of Fool", agora regravada em dueto com John Legend, e "Lost Inside of You", regravada em dueto com Babyface. A edição Deluxe inclui um dueto adicional com Babyface e os duetos inéditos com Frank Sinatra, Bryan Adams, Barry Manilow e Barry Gibb.
Partners tornou-se um dos álbuns mais vendidos de 2014 nos Estados Unidos, após alcançar mais de 856 mil cópias vendidas. Liderou a Billboard 200 com mais de 169 mil cópias vendidas na semana de estreia, tornando Streisand a única artista a emplacar álbum em primeiro lugar em cada um das seis últimas décadas: 1960, 1970, 1980, 1990, 2000 e 2010. Recebeu um certificado de disco de ouro, em novembro de 2014, e um de platina, em janeiro do ano seguinte, tornando-se a 52ª certificação em ouro e a 31ª certificação em platina da carreira da artista.
Aclamado também pela crítica, foi indicado ao Grammy Award para Best Traditional Pop Vocal Album.

## Recepção crítica
| Críticas profissionais | Críticas profissionais |
| Pontuações agregadas   | Pontuações agregadas   |
| Fonte                  | Avaliação              |
| ---------------------- | ---------------------- |
| Metacritic             | 55/100                 |
| Avaliações da crítica  |                        |
| Fonte                  | Avaliação              |
| AllMusic               | [ 5 ]                  |
| New York Daily News    | [ 6 ]                  |
| Los Angeles Times      | [ 7 ]                  |
| The New York Times     | Negative               |
| The Daily Telegraph    | [ 9 ]                  |

A recepção da crítica especializada em música foi, de maneira geral, mista. 
Matt Collar, do site AllMusic, o elogiou e escreveu que Partners "funciona como uma visita guiada à memória de Streisand, e com sua voz ressonante ainda em forma flexível, qualquer desculpa para ouvi-la cantar é um convite bem-vindo".
Jim Farber, do jornal New York Daily News, avaliou com três de cinco estrelas e escreveu que "apenas quatro dos 12 cortes estabelecem um relacionamento real entre os cantores, e a maioria desses sucessos está reunida no início".
Mikael Wood, do jornal Los Angeles Times, escreveu que, enquanto Streisand afirmou que seu objetivo não era simplesmente refazer alguns de seus maiores sucessos, mas fornecer "uma outra maneira de ver a música", a maioria das dezenas de faixas de Partners "não oferecem tal vantagem". Elegeu o dueto de Streisand com Babyface, "Evergreen", o melhor momento, graças aos vocais em "que ela modula seu canto vigoroso para se adequar ao seu suntuoso sulco de tempestade silenciosa".
Stephen Holden, Nate Chinen e Ben Ratliff, do jornal The New York Times, o criticaram e escreveram que "a instrumentação e as faixas vocais são tão processadas em busca de uma perfeição de alto brilho que qualquer sensação de duas pessoas lado a lado e cantando com o coração é perdida", eles também afirmaram que, embora a "voz de Streisand tenha diminuído visivelmente de tamanho" ela exibe "sua qualidade de assinatura, soluço arraigado", sobre os duetos, disseram: "faltam fluxo conversacional ou narrativo, e você tem uma sensação desconfortável de que as partes foram unidas após o fato".
Helen Brown, do jornal The Daily Telegraph, avaliou com duas estrelas de cinco e escreveu que "enquanto a voz de Streisand ainda se alça voos, esta coleção sem brilho cai nas armadilhas nojentas de dueto de celebridades".

## Desempenho comercial
Nos Estados Unidos obteve ótimos números e performance nas paradas musicais. Em sua semana de estreia, obteve a liderança na Billboard 200, com vendas de mais de 196.000 cópias. Na semana seguinte, caiu para o número três, vendendo 127.000 cópias, o menor declínio na segunda semana, para uma não-compilação que atingiu o número um, em quase quatro anos. Depois de apenas seis semanas à venda, ultrapassou meio milhão, mais especificamente 526.000 cópias. Tornou-se o sétimo mais vendido de 2014, com 856.000 cópias. Em setembro de 2015, as vendas atingiram 955.000 cópias. Na semana de 14 de agosto de 2017, superou 1 milhão em vendas de álbuns tradicionais.
No Canadá e na Austrália, também alcançou o primeiro lugar, vendendo 13.000 cópias em cada país. Na Holanda, Nova Zelândia e Reino Unido alcançou o segundo lugar nas paradas de vendas nacionais, tornando-se seu mais bem sucedido, no primeiro país citado, desde que One Voice alcançou a mesma posição em 1987. Na Irlanda, alcançou a sexta posição, tornando-se seu mais bem sucedido desde Guilty Pleasures, de 2005. Estreou no Top 10 na Áustria, Alemanha, Espanha e Polónia, e alcançou posições no Top 40 na Bélgica (ambas as regiões), Dinamarca, Itália e Suíça.

## Tabelas
| Tabela musical (2014)                        | Melhor posição |
| -------------------------------------------- | -------------- |
| Alemanha - Official Top 100                  | 9              |
| Austrália - ARIA Albums Chart                | 1              |
| Áustria - Ö3 Austria Top 40                  | 10             |
| Bélgica - Ultratop 50 (Flandres)             | 17             |
| Bélgica - Ultratop 50 (Valónia)              | 26             |
| Canadá - Canadian Albums                     | 1              |
| Dinamarca - Hitlisten                        | 4              |
| Espanha - PROMUSICAE                         | 31             |
| Estados Unidos - Billboard 200               | 1              |
| Estados Unidos - Billboard Tastemaker Albums | 2              |
| França - SNEP                                | 45             |
| Irlanda - IRMA                               | 6              |
| Itália - FIMI                                | 18             |
| Noruega - VG-lista                           | 25             |
| Nova Zelândia - NZ Top 40 Albums             | 2              |
| Países Baixos - Mega Album Top 100           | 2              |
| Polónia - ZPAV                               | 6              |
| Reino Unido - UK Albums Chart                | 2              |
| Suíça - Schweizer Hitparade                  | 16             |

| Tabela musical (2014)              | Posição |
| ---------------------------------- | ------- |
| Australian Albums (ARIA)           | 17      |
| Belgian Albums (Ultratop Flanders) | 155     |
| Canadian Albums (Billboard)        | 29      |
| Dutch Albums (Album Top 100)       | 29      |
| New Zealand Albums (RMNZ)          | 25      |
| Polish Albums (ZPAV)               | 28      |
| UK Albums (OCC)                    | 14      |
| US Billboard 200                   | 20      |

| Tabela musical (2015) | Posição |
| --------------------- | ------- |
| US Billboard 200      | 101     |

| Tabela musical (2010–2019) | Posição |
| -------------------------- | ------- |
| US Billboard 200           | 183     |

## Certificações e vendas
| País           | Provedor | Certificação |
| -------------- | -------- | ------------ |
| Austrália      | ARIA     | Platina      |
| Canadá         | MC       | Ouro         |
| Estados Unidos | RIAA     | Platina      |
| Nova Zelândia  | RMNZ     | Ouro         |
| Reino Unido    | BPI      | Platina      |